# Ноевият ковчег (филм, 1959)
„Ноевият ковчег“ (на английски: Noah’s Ark) е американски късометражен анимационен филм от 1959 година, продуциран от Уолт Дисни.

## Сюжет
Ной чува словата на Господ: построй ковчег за седем дни! Синовете му осигуряват необходимите дървета за три дни и започва яростно рязане и коване. Работят без почивка, тъй като нямат време. Според повелята господна, трябва да съберат по една двойка от всички животински видове и да ги качат в ковчега. Ной натоварва животните, след което синовете си и съпругите им и накрая своята съпруга, която е приготвила провизиите. Започват дъждове и наводнения. Скоро животните развиват клаустрофобия и започват да се изнервят, но госпожа Ной има отговор за това. Музиката е сексапил, на който и свиреп звяр не може да устои. Синовете на Ной намират инструменти и започват да свирят, всички танцуват. Хипопотамът Хари танцува с всички, освен със своята половинка. Ной отива при нея и докато тя се опитва да му каже да не и споменава за Хари, Ной я убеждава, че Хари си мисли само за нея. Дъждовете спират и Ной изпраща гълъб, който се връща, носейки в човката си маслинова клонка. Ковчегът акостира в полите на планината Арарат и пътниците слизат на сушата.

## В ролите
Персонажите във филма са озвучени с гласовете на:
- Джером Къртланд като разказвача
- Джийни Брюнс като госпожа Хипо
- Пол Фрийс като Ной и Господ
- Джеймс МакДоналд като озвучаващ животните
- Търл Рейвънскрофт като Шем, Хам и Япет[3]

## Номинации
- Номинация за Оскар за най-добър късометражен анимационен филм от 1960 година.[4]